# Джералд (Міссурі)
Джералд (англ. Gerald) — місто (англ. city) в США, в окрузі Франклін штату Міссурі. Населення — 1361 особа (2020).

## Географія
Джералд розташований за координатами 38°23′58″ пн. ш. 91°19′49″ зх. д. / 38.39944° пн. ш. 91.33028° зх. д. (38.399352, -91.330281).  За даними Бюро перепису населення США в 2010 році місто мало площу 3,85 км², з яких 3,83 км² — суходіл та 0,02 км² — водойми.

## Демографія
Згідно з переписом 2010 року, у місті мешкало 1345 осіб у 527 домогосподарствах у складі 356 родин. Густота населення становила 350 осіб/км².  Було 603 помешкання (157/км²).
Расовий склад населення:
| - 97,5 % — білих - 0,8 % — корінних американців - 0,5 % — азіатів - 0,2 % — чорних або афроамериканців |

До двох чи більше рас належало 0,8 %. Частка іспаномовних становила 0,4 % від усіх жителів.
За віковим діапазоном населення розподілялося таким чином: 24,5 % — особи молодші 18 років, 60,6 % — особи у віці 18—64 років, 14,9 % — особи у віці 65 років та старші. Медіана віку мешканця становила 36,6 року. На 100 осіб жіночої статі у місті припадало 93,0 чоловіків;  на 100 жінок у віці від 18 років та старших — 94,1 чоловіків також старших 18 років.
Середній дохід на одне домашнє господарство  становив 47 203 долари США (медіана — 38 839), а середній дохід на одну сім'ю — 50 704 долари (медіана — 43 472). Медіана доходів становила 36 591 долар для чоловіків та 22 063 долари для жінок. За межею бідності перебувало 18,5 % осіб, у тому числі 27,7 % дітей у віці до 18 років та 3,7 % осіб у віці 65 років та старших.
Цивільне працевлаштоване населення становило 558 осіб. Основні галузі зайнятості: виробництво — 40,1 %, освіта, охорона здоров'я та соціальна допомога — 16,7 %, роздрібна торгівля — 9,9 %, науковці, спеціалісти, менеджери — 6,5 %.